# Godsmack (album)
Godsmack je první studiové album od americké heavy metalové kapely Godsmack vydané 25. srpna 1998. Deska obsahuje písně z dema All Wound Up, vydaného ještě předtím než se Godsmack připojili k Universal/Republic records. Na desce Godsmack je však nový song s názvem Someone in London a píseň Goin Down (z All Wound Up) byla zařazena až na CD Awake.
Nahrávka Godsmack se stala ve Spojených státech 4x platinová a jedná se tedy o nejlépe prodávanou desku skupiny, ovšem v hitparádách se příliš dobře neumístila. Ohlasy kritiků na album jsou mírně nadprůměrné.
Godsmack obsahuje čtyři singly s názvem Whatever, Keep Away, Voodoo a Bad Religion. Písně se na žebříčcích hitparádách celkem slušně prosadily a kromě Bad Religion mají všechny svá oficiální videa.

## Seznam písní
1. Moon Baby – 4:23
2. Whatever – 3:26
3. Keep Away – 4:50 Videoklip
4. Time Bomb – 3:59
5. Bad Religion – 3:13
6. Immune – 4:50
7. Someone in London – 2:03
8. Get Up, Get Out! – 3:29
9. Now or Never – 5:06
10. Stress – 5:03
11. Situation – 5:47
12. Voodoo – 4:38 Videoklip
  - Bonus: instrumentální píseň Witch Hunt

## Umístění
| Rok  | Hitparáda       | Pozice |
| ---- | --------------- | ------ |
| 1999 | Top Heatseekers | 2      |
| 1999 | USA             | 22     |

### Singly
Billboard (Severní Amerika)
| Rok  | Single       | Hitparáda              | Umístění |
| ---- | ------------ | ---------------------- | -------- |
| 1999 | Whatever     | Mainstream Rock Tracks | 7        |
| 1999 | Whatever     | Modern Rock Tracks     | 19       |
| 1999 | Keep Away    | Mainstream Rock Tracks | 5        |
| 1999 | Keep Away    | Modern Rock Tracks     | 31       |
| 2000 | Voodoo       | Mainstream Rock Tracks | 5        |
| 2000 | Voodoo       | Modern Rock Tracks     | 6        |
| 2000 | Bad Religion | Mainstream Rock Tracks | 8        |
| 2000 | Bad Religion | Modern Rock Tracks     | 32       |

## Obsazení
Godsmack
- Sully Erna – Vokály, Elektrická kytara, Bicí
- Tony Rombola – Elektrická kytara, vokály v pozadí
- Robbie Merrill – Basa
- Tommy Stewart – Bicí (bubeník na turné)